# Мерон
Планина Мерон (хебр. הר מירון Хар Мерон; арапски جبل الجرمق Јабал ал-Јармак) налази се на северу  Израел на 1208 м надморске висине. То је највиша планина унутар међународно признатих граница државе.
Одавде се јасно види град Сафед а већи део планине заузима резерват природе.

## Клима
Планина Мерон има медитеранску климу са топлим и сувим летима и хладним, влажним и повремено снежним зимама. Неколико пута током зиме пада и снег , што је реткост за Израел. Постоје 22 дана у години са температуром од 32 °Ц или више и 28 дана испод нуле. Планина Мерон је један од најкишовитијих делова земље.

## Свето место
На планини се налазе света места како за Јевреје тако и за 
Друзе. Међу њима је и гроб рабина Шимона Бар Јохаија и његовог сина рабина Елиезера, као и гроб пророка Савлана. Током ходочашћа 2021. године дошло је до стампеда на планини и том приликом је настрадало 45 ходочасника. До инцидента је дошло и 1911. године када је настрадало 7 а повређено 40 особа услед урушавања зида .